# Robin Hack
Robin Hack (Pforzheim, 27 agosto 1998) è un calciatore tedesco, attaccante del Borussia M'gladbach.

## Caratteristiche tecniche
È un'ala sinistra.

## Carriera

### Club
Ha esordito in Bundesliga con l'Hoffenheim il 1º ottobre 2017 in occasione dell'incontro perso 3-2 contro il Friburgo, match in cui ha trovato anche la prima rete fra i professionisti, quella del momentaneo 1-0.
Dopo aver trovato poco spazio con la squadra in cui è cresciuto, l'8 giugno 2019 viene acquistato dal Norimberga, militante nel secondo campionato tedesco. Trova le prime reti in campionato il 15 settembre, con una doppietta nell'incontro con il Darmstadt. Gioca una buona stagione e raggiunge la doppia cifra il 16 giugno 2020, grazie alla tripletta nel successo per 6-0 ai danni del Wehen Wiesbaden, diretta concorrente della sua squadra per la salvezza, raggiunta a seguito dei Play-out. Giocherà un'altra stagione con la squadra prima di essere acquistato dall'Arminia Bielefeld.
Nella stagione in Bundesliga trova molto spazio, 30 presenze, senza tuttavia mai segnare un gol, nella stagione terminata con la retrocessione. Infatti, trova il primo gol con la squadra il 31 luglio 2022, nel successo per 7-1 ai danni dell'FV Engers 1907. Nonostante la buona stagione a livello personale, 11 gol tra campionato e coppa, la squadra perde i Play-out proprio con l'Wehen Wiesbaden (0-4 e 1-2), retrocedendo nuovamente, stavolta in 3.Liga.
Il 26 giugno 2023, viene acquistato dal Borussia Monchengladbach, militante in Bundesliga.

### Nazionale
Ha giocato nelle nazionali giovanili tedesche Under-16, Under-17, Under-19, Under-20 ed Under-21.

## Statistiche

### Presenze e reti nei club
Statistiche aggiornate all'11 maggio 2024.
| Stagione          | Squadra             | Campionato        | Campionato | Campionato | Coppe nazionali | Coppe nazionali | Coppe nazionali | Coppe continentali | Coppe continentali | Coppe continentali | Altre coppe | Altre coppe | Altre coppe | Totale | Totale |
| Stagione          | Squadra             | Comp              | Pres       | Reti       | Comp            | Pres            | Reti            | Comp               | Pres               | Reti               | Comp        | Pres        | Reti        | Pres   | Reti   |
| ----------------- | ------------------- | ----------------- | ---------- | ---------- | --------------- | --------------- | --------------- | ------------------ | ------------------ | ------------------ | ----------- | ----------- | ----------- | ------ | ------ |
| 2017-2018         | Hoffenheim          | BL                | 3          | 1          | CG              | 1               | 0               | UCL+UEL            | 1                  | 0                  | -           | -           | -           | 5      | 1      |
| 2018-2019         | Hoffenheim          | BL                | 0          | 0          | CG              | 0               | 0               | UCL                | 1                  | 0                  | -           | -           | -           | 1      | 0      |
| Totale Hoffenheim | Totale Hoffenheim   | Totale Hoffenheim | 3          | 1          |                 | 1               | 0               |                    | 2                  | 0                  |             | -           | -           | 6      | 1      |
| 2019-2020         | Norimberga          | 2. BL             | 31+2       | 10         | CG              | 1               | 0               | -                  | -                  | -                  | -           | -           | -           | 34     | 10     |
| 2020-2021         | Norimberga          | 2. BL             | 23         | 4          | CG              | 1               | 0               | -                  | -                  | -                  | -           | -           | -           | 24     | 4      |
| ago. 2021         | Norimberga          | 2. BL             | 1          | 0          | CG              | -               | -               | -                  | -                  | -                  | -           | -           | -           | 1      | 0      |
| Totale Norimberga | Totale Norimberga   | Totale Norimberga | 57         | 14         |                 | 2               | 0               |                    | -                  | -                  |             | -           | -           | 59     | 14     |
| 2021-2022         | Arminia Bielefeld   | BL                | 30         | 0          | CG              | 1               | 0               | -                  | -                  | -                  | -           | -           | -           | 31     | 0      |
| 2022-2023         | Arminia Bielefeld   | 2. BL             | 33+2       | 10         | CG              | 2               | 1               | -                  | -                  | -                  | -           | -           | -           | 37     | 11     |
| Totale Norimberga | Totale Norimberga   | Totale Norimberga | 65         | 10         |                 | 3               | 1               |                    | -                  | -                  |             | -           | -           | 68     | 11     |
| 2023-2024         | Borussia M'gladbach | BL                | 29         | 10         | CG              | 4               | 3               | -                  | -                  | -                  | -           | -           | -           | 33     | 13     |
| Totale carriera   | Totale carriera     | Totale carriera   | 154        | 35         |                 | 10              | 4               |                    | 2                  | 0                  |             | -           | -           | 166    | 39     |